# Fasiani
I fasiani (greco: Φασιανοί) erano una suddivisione delle tribù colchiche situate nella parte orientale del Ponto. Il comandante greco Senofonte, che li affrontò durante la sua marcia attraverso l'Asia Minore verso il Mar Nero (401-400 a.C.), li colloca sul fiume Fasi. Qui, il Fasi di Senofonte non è la comune designazione greco-romana che sta per l'odierno fiume Rioni situato nella Georgia, ma piuttosto le sorgenti dell'Aras situate in ciò che adesso è la Turchia nord-orientale. Al tempo in cui Senofonte li incontra, i fasiani controllavano la lunga valle a nord di Cilligül Dağ, e vivevano nelle vicinanze dei calibi e taochoi, presumibilmente tribù proto-georgiane.
Nella sua opera classica Sulle arie, acque e luoghi, il medico greco Ippocrate descrisse i fasiani, 400 a.C. ca., come aventi
"forme diverse da quelle di tutti gli altri uomini; poiché essi sono alti di statura, e corporatura grandissima, in modo tale che né giunture né vene sono visibili; di carnagione olivastra, come se fossero affetti da itterizia. Tra tutti gli uomini essi hanno la voce più ruvida, dal loro respiro emana un'atmosfera non chiara, ma nebbiosa e umida; essi sono naturalmente piuttosto fiacchi a sopportare la fatica corporea".
Il nome di questa tribù sembra essere sopravvissuto nei toponimi regionali attuali – in bizantino phasiane, in armeno basean, georgiano basiani e turco pasin.